# Rytų skirstomieji tinklai
Die Aktiengesellschaft AB Rytų skirstomieji tinklai (kurz RST, zu deutsch Verteilernetze des Ostens) war ein litauisches Energieversorgungsunternehmen, das ab Mai 2008 Teil des nationalen Energieversorgers Leo LT war. Es war neben Vakarų skirstomieji tinklai für die Stromversorgung des Landes zuständig. RST versorgte dabei in Ost- und Südlitauen fast 750.000 Kunden auf einem Territorium von knapp 35.000 km². Das Unternehmen beschäftigte inklusive der Tochterunternehmen 3.075 Mitarbeiter. Das Unternehmen führte als Generaldirektor ab 30. April 2009 Arvydas Tarasevičius. Er übernahm die Nachfolge von Rimantas Vaitkus, der erst im Oktober 2008 als Nachfolger von Gintautas Mažeika zum Generaldirektor von  RST bestellt worden war, mittlerweile allerdings (wieder in der Nachfolge von Gintautas Mažeika) zum Unternehmenschef von Leo LT aufgestiegen ist.

## Geschichte
RST wurde am 31. Dezember 2001 als Aktiengesellschaft aus den Stromnetzen von Vilnius, Utena, Alytus und Panevėžys des staatlichen Energieversorgers Lietuvos energija gebildet. Ende 2002 hielt der deutsche Energieversorger E.ON Ruhrgas knapp 11 % der Aktien, 3 % waren in Streubesitz. Im Verlauf des Jahres 2003 baute E.ON Ruhrgas im Rahmen eines Aktientauschs (für Anteile an Lietuvos energija und Lietuvos elektrinė) seinen Anteil auf 20,3 % aus, weitere Aktienpakete wurden an litauische Privatanleger veräußert, so dass noch 72 % beim Staat verblieben. Während Vakarų skirstomieji tinklai Ende 2003 gänzlich privatisiert wurde, scheiterte der Verkauf von RST. Nachdem E.ON Ruhrgas kein konkretes Angebot abgegeben hatte, war nurmehr der staatliche estnische Energieversorger Eesti Energia als Bieter verblieben. Obwohl Eesti Energia einen vergleichbaren Preis wie für VST geboten hatte, wurde der Verkauf abgesagt, angeblich, da  Eesti Energia hoch verschuldet sei und die zukünftigen Besitzverhältnisse unabsehbar. Das Unternehmen blieb in staatlichem Besitz. Am 27. Mai 2008 wurde RST in den nationalen Energieversorger Leo LT integriert.

## Geschäftsentwicklung
Seit 2003 konnte der Umsatz von knapp 700 Mio. LTL auf 1,07 Mrd. LTL (2007; 310 Mio. Euro) gesteigert werden, der Gewinn belief sich 2007 auf 74 Mio. LTL, nachdem 2004 noch Verluste in gleicher Höhe zu verzeichnen gewesen waren und die Gewinne 2005/2006 um die 20 Mio. LTL schwankten.

## Struktur
Mutterunternehmen ist AB Rytų skirstomieji tinklai, 100%ige Tochterunternehmen sind:
- UAB Elektros tinklo paslaugos (Instandhaltung und Bau von Stromleitungen)
- UAB Rytra (Fahrzeugvermietung)
- UAB Tetas (Instandhaltung und Bau von Transformatorenstationen)